# جستجو (مجموعه تلویزیونی کره جنوبی)
جست‌وجو (انگلیسی: Search؛ کره‌ای: 써치) مجموعه تلویزیونی محصول کره جنوبی سال ۲۰۲۰ با بازی جانگ دونگ یون، کریستال جونگ، مون جونگ هی، یون پارک و لی هیون ووک است. داستان این مجموعه پیرامون حملهٔ مرموز و بی‌رحمانهٔ موجودی ناشناخته در منطقهٔ غیرنظامی کره می‌چرخد و تلاش یک گروه عملیات ویژهٔ نخبه را برای کشف حقیقت روایت می‌کند. این مجموعه از ۱۷ اکتبر تا ۱۵ نوامبر ۲۰۲۰، روزهای شنبه و یکشنبه ساعت ۲۲:۳۰ (کی‌اس‌تی) از اوسی‌ان پخش شد. این مجموعه در مناطق جنوب شرق آسیا، هنگ‌کنگ، ماکائو و تایوان با زیرنویس چندزبانه از طریق پلتفرم آی‌چی‌یی در دسترس قرار دارد.

## خلاصه داستان
جست‌وجو یک درام دلهره‌آور نظامی است که در منطقهٔ غیرنظامی کره (DMZ) می‌گذرد و داستان گروه جست‌وجوی ویژه‌ای را روایت می‌کند که برای کشف راز ناپدید شدن‌ها و قتل‌های مشکوک در این منطقه شکل می‌گیرد.

## بازیگران

### اصلی
- جانگ دونگ یون در نقش یونگ دونگ جین
- کریستا جونگ در نقش سون یه ریم
- مون جونگ هی در نقش کیم دا جونگ
- یون پارک در نقش سونگ مین گیو
- لی هیون ووک در نقش لی جون سونگ